# Lintot
Lintot é uma comuna francesa na região administrativa da Normandia, no departamento de Sena Marítimo. Estende-se por uma área de 8,05 km². Em 2010 a comuna tinha 463 habitantes (densidade: 57,5 hab./km²).